# سیارک ۱۱۷۷۱۳
سیارک ۱۱۷۷۱۳ (به انگلیسی: 117713 Kovesligethy، نامگذاری:2005GG1) صد و هفده هزار و هفتصد و سیزدهمین سیارک کشف شده‌است که در ۲ آوریل ۲۰۰۵ کشف شد.